# Brycon
Brycon ist eine weitverbreitete Fischgattung der Salmlerartigen (Characiformes) in Südamerika.

## Merkmale
Die Fische werden zehn Zentimeter bis über einen halben Meter lang. Charakteristisch für die Gattung ist die Bezahnung, die im Unterkiefer aus einem Paar großer, konischer Zähne und sich seitlich daran anschließenden kleineren Zähnen besteht.

## Verbreitung

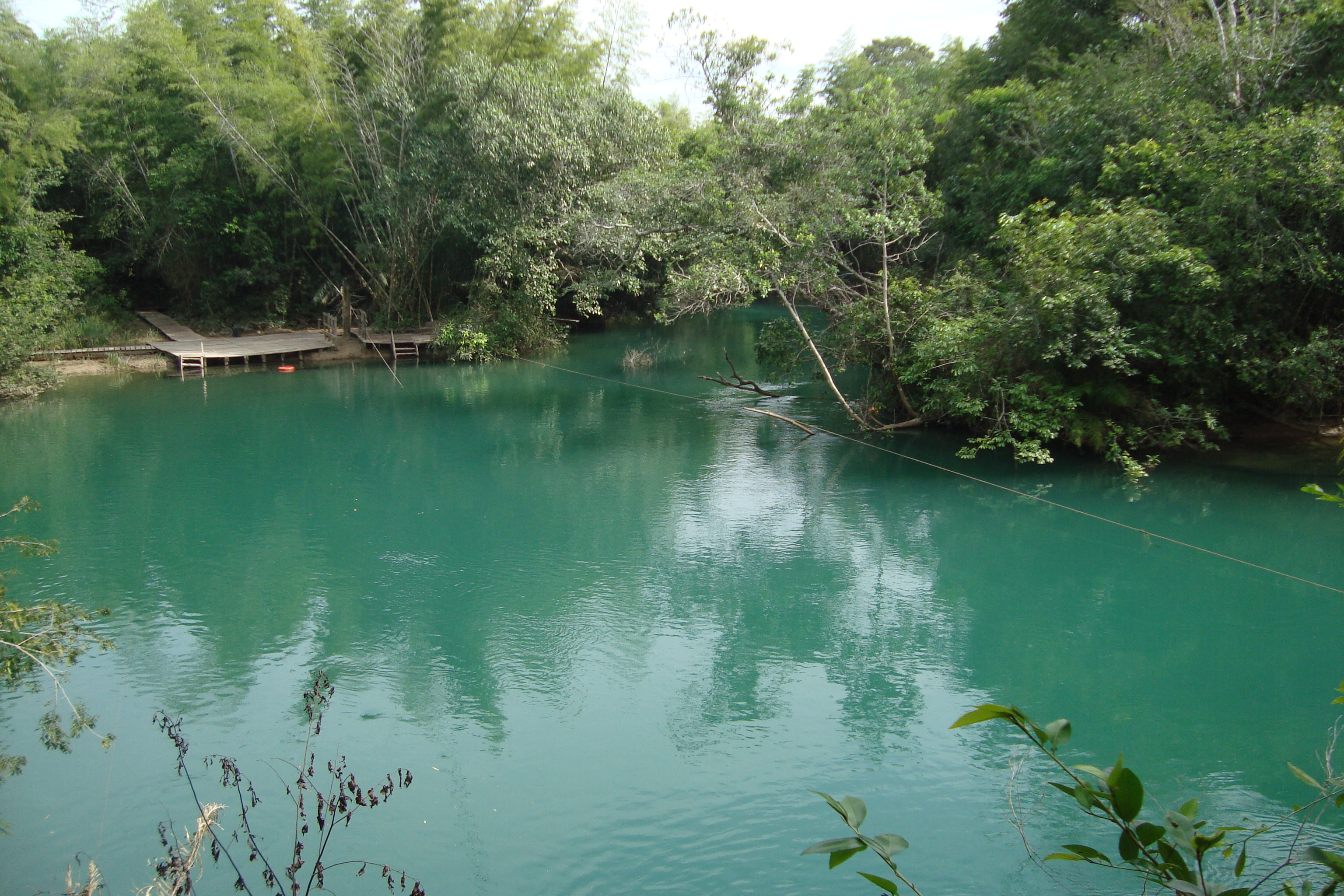
Der Rio da Prata in Brasilien (Mato Grosso do Sul)

Die Gattung Brycon ist in Mittel- und Südamerika mit Schwerpunkt in Amazonien und dem Paraná-Flusssystem weit verbreitet. Brycon hilarii hat sein Hauptvorkommen im Flussbecken des Rio Paraná und des Río Paraguay, während sich Brycon opalinus vorwiegend in den Flüssen der brasilianischen Ostküste im Mata Atlântica findet. Brycon amazonicus stammt aus dem Amazonasbecken. Sehr häufig ist er auch im Rio Tocantins und Rio Araguaia zu finden. Brycon insignis lebt in Fließgewässern des brasilianischen Bundesstaates Rio Grande do Sul.

## Ernährung
Die meisten Arten der Gattung Brycon sind vegetarisch und ernähren sich von Blättern, Früchten und Pflanzensamen.

## Lebensweise

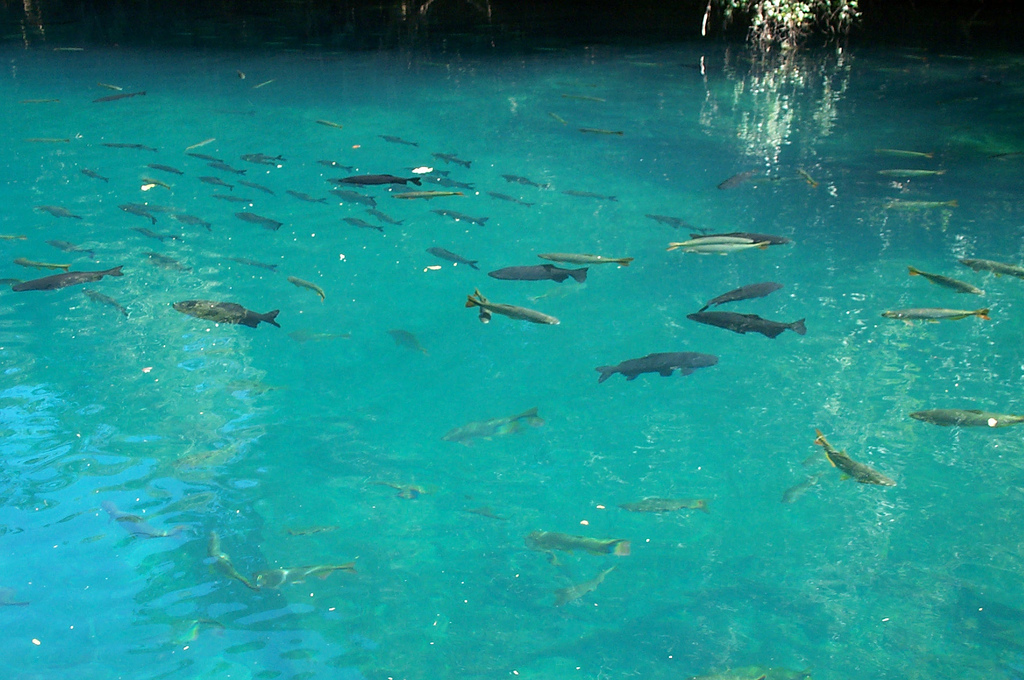
Fischschwärme mit Brycon-Arten im Rio Bonito

Piraputangas und Matrinxãs halten sich gern in der dicht bewachsenen Uferregion großer Flüsse auf, wo sie überwiegend pflanzliche Nahrung zu sich nehmen. In klaren Gewässern sind häufig große Schwärme und Schulen der beiden Arten in der Uferzone unter überhängenden Bäumen und Büschen zu beobachten. Der Matrinxã entwickelt sich bei zunehmender Größe zum Allesfresser, der auch gerne Anflugnahrung in Form von kleinen Insekten nimmt. Während der Trockenperiode wird sogar überwiegend tierische Nahrung, z. B. Kleinfische, erbeutet.

## Arten

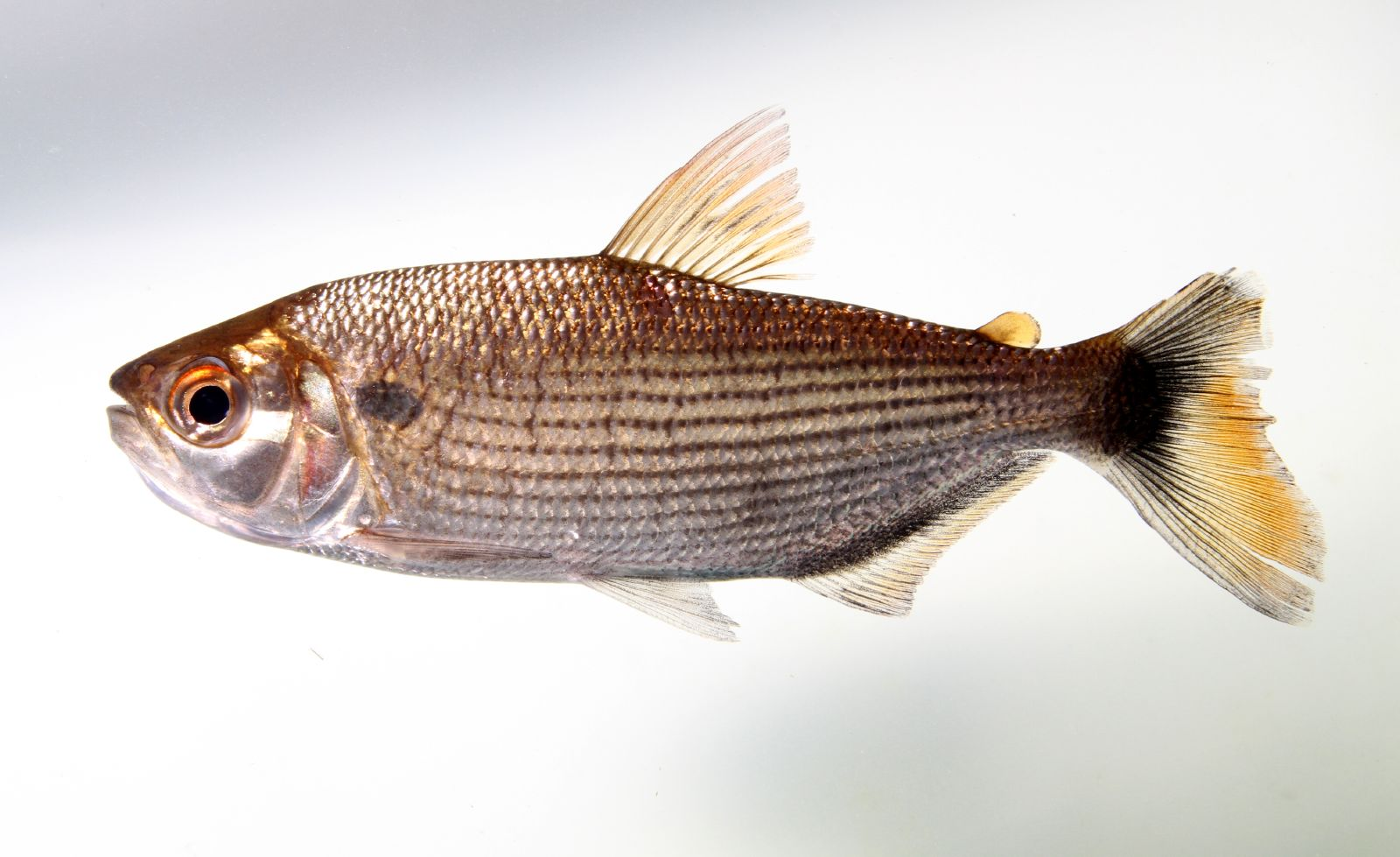
Brycon cf. amazonicus

Bisher wurde 43 der Gattung Brycon beschrieben:
- Brycon alburnus (Günther, 1860)
- Brycon amazonicus (Spix & Agassiz, 1829)
- Brycon argenteus Meek & Hildebrand, 1913
- Brycon atrocaudatus (Kner, 1863)
- Brycon behreae Hildebrand, 1938
- Brycon bicolor Pellegrin, 1909
- Brycon cephalus (Günther, 1869)
- Brycon chagrensis (Kner, 1863)
- Brycon coquenani Steindachner, 1915
- Brycon costaricensis Angulo & Gracian-Negrete, 2013
- Brycon coxeyi Fowler, 1943
- Brycon dentex Günther, 1860
- Brycon devillei (Castelnau, 1855)
- Brycon falcatus Müller & Troschel, 1844, (Typusart)
- Brycon ferox Steindachner, 1877
- Brycon fowleri Dahl, 1955
- Brycon guatemalensis Regan, 1908
- Brycon henni Eigenmann, 1913
- Brycon hilarii (Valenciennes, 1850)
- Brycon insignis Steindachner, 1877
- Brycon labiatus Steindachner, 1879
- Brycon medemi Dahl, 1960
- Brycon meeki Eigenmann & Hildebrand, 1918
- Brycon melanopterus (Cope, 1872)
- Brycon moorei Steindachner, 1878
- Brycon nattereri Günther, 1864
- Brycon obscurus Hildebrand, 1938
- Brycon oligolepis Regan, 1913
- Brycon opalinus (Cuvier, 1819)
- Brycon orbignyanus (Valenciennes, 1850)
- Brycon orthotaenia Günther, 1864
- Brycon pesu Müller & Troschel, 1845
- Brycon petrosus Meek & Hildebrand, 1913
- Brycon polylepis Mosco Morales, 1988
- Brycon posadae Fowler, 1945
- Brycon rubricauda Steindachner, 1879
- Brycon sinuensis Dahl, 1955
- Brycon stolzmanni Steindachner, 1879
- Brycon striatulus (Kner, 1863)
- Brycon unicolor Mosco Morales, 1988
- Brycon vermelha Lima & Castro, 2000
- Brycon whitei Myers & Weitzman, 1960

## Nutzung
Einige Arten der Gattung Brycon wie der Matrinxã sind Hauptfische für die Teichwirtschaft und Aquakultur in Amazonien. Züchter versuchen das genetische Potential von Brycon amazonicus für die menschliche Ernährung auszuschöpfen. Dabei sollen Hormonbehandlungen das Wachstum der Jungfische beschleunigen. Dabei wird mit Vitamin-C-Gaben ihre Ernährung optimiert und durch Massenhaltung bedingte parasitäre Erkrankungen bekämpft. Ähnliche Studien werden auch bei Brycon opalinus durchgeführt.
Im Naturpark Rio da Prata und Rio Bonito bei Jardim im brasilianischen Bundesstaat Mato Grosso do Sul werden Tauchgänge für Touristen in den kalkhaltigen und klaren Flüssen angeboten, in denen Piraputangas und Matrinxãs in natürlicher Umgebung beobachtet werden können.
Die kräftigen Matrinxãs und Piraputangas erreichen Gewichte bis 4,5 Kilogramm und Längen bis 70  Zentimeter und sind daher beliebte Angelfische.